# Советская Россия (газета)
«Сове́тская Росси́я» — советская, ныне российская газета. Издаётся в Москве с 1 июля 1956 года.

## История
Первый выпуск газеты вышел в свет 1 июля 1956 года. До апреля 1966 года газета являлась органом Бюро ЦК КПСС по РСФСР и Совета Министров РСФСР, затем являлась газетой ЦК КПСС. С 1 января 1974 — орган ЦК КПСС, Верховного Совета и Совета Министров РСФСР.
Согласно Указу Президиума Верховного Совета РСФСР от 30.09.1958 и его обновлённой редакции 1980 г., а впоследствии — Закону РСФСР «О порядке опубликования и вступления в силу законов РСФСР и других актов, принятых Съездом народных депутатов РСФСР, Верховным Советом РСФСР и их органами» (№ 89-I от 13 июля 1990), «Советская Россия», наряду с «Ведомостями Верховного Совета РСФСР» (затем — «Ведомостями Съезда народных депутатов РСФСР и Верховного Совета РСФСР»), была средством официальной публикации российских законов и других нормативно-правовых актов парламента и его органов. Законом № 464-I от 27.12.90 эта функция была передана новосозданной «Российской газете».
В 1982—1983 годах газета приняла участие в организации трансконтинентальной экспедиции, осуществившей самый длительный переход в истории арктических путешествий — 10 000 км, от Уэлена до Мурманска. Она получила известность как «Полярная экспедиция газеты „Советская Россия“» под руководством почетного полярника Сергея Соловьёва, оргкомитет экспедиции возглавил лично великий полярник Иван Дмитриевич Папанин.
Занявший в 1986 г. пост главного редактора Валентин Васильевич Чикин в 1990—1991 гг. превратил газету в оппозиционное союзному руководству издание и рупор для идей КП РСФСР и лево-патриотических сил. В частности, в ней были опубликованы статьи «Архитектор у развалин» Геннадия Зюганова (против одного из идеологов Перестройки А. Н. Яковлева) и «Слово к народу» (воззвание советской интеллигенции, направленное против руководства РСФСР), письмо Нины Андреевой «Не могу поступиться принципами» («манифест антиперестроечных сил», по выражению А. Н. Яковлева).
В 1990 г. Совет Министров РСФСР учредил свою газету — «Российские вести», Верховный Совет РСФСР учредил «Российскую газету». Таким образом, «Советская Россия» осталась чисто коммунистической газетой. Во второй половине 1990-х годов сначала в «Правде», затем в «Советской России» выходил вкладыш «Правда России» как орган КПРФ. После 100-го номера «Правда России» стала выходить как самостоятельная газета.
Издание прерывалось по политическим мотивам после августа 1991 г. и в октябре-ноябре 1993 г. (По свидетельству В. В. Чикина, всего "разными способами останавливали восемь раз. А потом был 1993 год с его залпами, и нашу газету снова запретили — полтора месяца мы не выходили".) В настоящее время «Советская Россия» выходит с подзаголовком «Независимая народная газета».

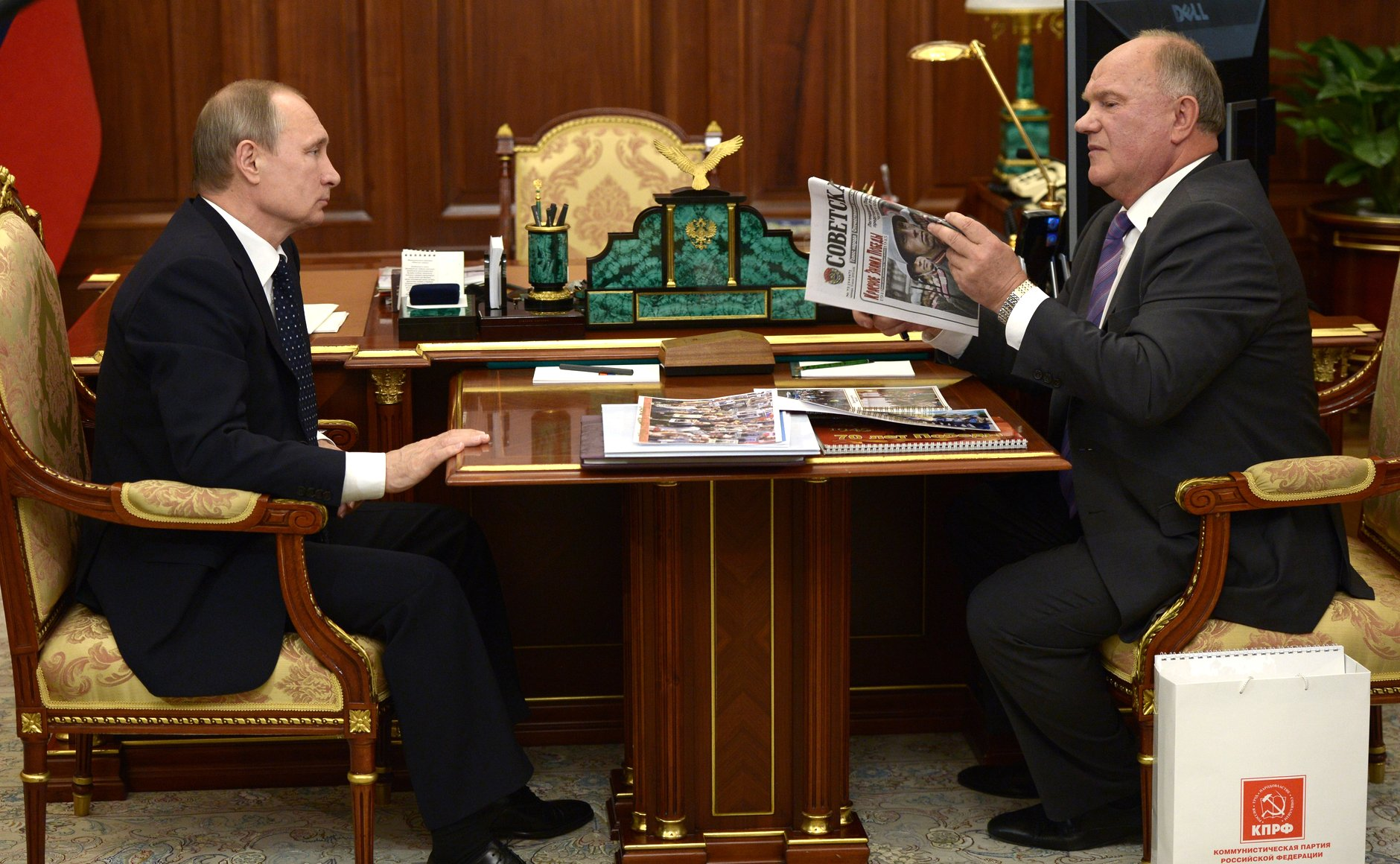
Председатель ЦК КПРФ Геннадий Зюганов с номером «Советской России» на встрече
с Президентом РФ Владимиром Путиным.
17 июля 2015 года

## Редакция
Издание излагает взгляды коммунистического и лево-патриотического движения в РФ. Выходит трижды в неделю. Главный редактор — В. В. Чикин. Редколлегия: Д. Аграновский, А. Бобров, Р.Р. Вахитов, Ю. Емельянов, Н. Еремейцева, С. Замлелова, Ф. Подольских, О. Смолин, А. Фролов.

### Адрес
Адрес редакции: м. «Савёловская», улица Правды, д. 24. Формат издания: А2. Тираж — 300 000 экз. Подписной индекс — 50124. Газета печатается в городах (2018 г.): Волгоград, Воронеж, Екатеринбург, Казань, Краснодар, Минеральные Воды, Москва, Новосибирск, Ростов-на-Дону, Самара, Санкт-Петербург. Распространяется в СНГ.

### Известные журналисты и писатели, работавшие в редакции
В газете работали такие журналисты как
- Артём Боровик,
- Дмитрий Лиханов,
- Владимир Яковлев,
- Владимир Мамонтов[5],
- Михаил Соколов[6],
- Владимир Сунгоркин,

 
Четыре года проработал в «Советской России», тогда руководимой Михаилом Ненашевым и бывшей, безусловно, лучшей и самой смелой газетой страны.
— Владимир Сунгоркин 
- Екатерина Польгуева.

## Награды
Награждена орденом Трудового Красного Знамени (№ 756145).